# 漢寶交流道
漢寶交流道位於臺灣彰化縣芳苑鄉漢寶村與福興鄉廈粘村、麥厝村交界處，為臺灣台61線指標185公里處的交流道。南出北入於2013年11月18日，北出南入於2013年12月29日通車。
漢寶交流道原本為台76線（東西向快速道路漢寶草屯線）規劃的起點，原計畫往西至芳苑鄉漢寶路段，由於路線引起地方爭議因而停擺10年未動工，後改為芳苑交流道作為起點。
2015年11月，公路總局耗資總經費高達九千餘萬元來興建漢寶交流道聯絡道延伸工程，全長2.1公里，工程以福興鄉新生路（彰32線）福寶橋為起點，沿舊濁水溪西岸水防道路、西濱快速公路高架橋下方兩側，到達既有通車終點福興鄉頂粘街（彰34線）口形成完整之環狀觀光路線，並提供完善之交通服務，可有效促進福寶觀光遊憩發展，該聯絡道於2017年3月19日完工通車。
|  | 185 漢寶 | 漢寶 |

## 鄰近公路
- 台17線
- 縣道143號
- 彰34線
- 彰117線

## 註解
1. ↑  北上需透過迴轉道迴轉方可銜接台17線及彰117線
2. ↑   註:

## 外部連結
- 台61線漢寶交流道示意圖 （页面存档备份，存于）（交通部公路總局）